# Pliva (rzeka)
Pliva – rzeka w Bośni i Hercegowinie, lewy dopływ Vrbasu. Jej długość wynosi 33 km.

## Opis
Swe źródła ma w okolicach Šipova. Płynie przez środkową Bośnię. Jej głównymi dopływami są:  Janj, Jošavka i Rijeka. Nieopodal Jajców tworzy dwa jeziora: Malo i Veliko Plivsko jezero, których wody dostarczane są do elektrowni wodnej Jajce I. Zaopatruje także elektrownię Pljevska vrela.